# Longino (prefeito pretoriano)
Longino foi prefeito pretoriano da Itália, sob o imperador bizantino Justino II (r. 565–578), na época da invasão lombarda da península Itálica.
Segundo a Prosopografia do Império Romano Tardio, foi prefeito entre 568 e 575 ou 575, ano em que foi atestado pela última vez. No passado, com base nas teorias erradas do humanista Flávio Biondo, se afirmava que Longino tinha sido o primeiro exarca da Itália e que seu mandado tinha terminado em 584. Essas teorias foram depois desmentidas pela historiografia moderna (por exemplo em Diehl), com base nas fontes primárias (Paulo Diácono) que o definiram como prefeito ("praefectus"), portanto prefeito pretoriano de Itália.

## Biografia
Em 568, foi nomeado Prefeito do Pretório de Itália, substituindo Narses. Segundo uma lenda, Narses, furioso por ter perdido o cargo de governador da Itália teria se vingado do imperador Justino II convidando  Alboíno, rei dos lombardos, a invadir a Itália.
Alboíno invadiu a Itália quase sem encontrar nenhuma resistência da parte dos bizantinos e de seu prefeito Longino e logo todo o norte da península Itálica caiu sob o jugo lombardo. Longino então construiu instalações defensivas em Cesareia, próximo a Ravena Alboíno foi depois morto num complô chefiado por Helmiques; esse tentou tomar o poder, mas falhou porque os lombardos, sentidos com a morte de Alboíno, quiseram matá-lo.
Rosamunda, mulher de Alboíno e uma das participantes do complô, pediu ajuda a Longino, solicitando asilo político em Ravena. Longino enviou a ela um navio, que levou Romamunda, Helmiques, Alpsuinda e todos os tesouros dos lombardos a Ravena. Então Longino instigou Rosamunda matar Helmique, prometendo desposá-la  Rosamunda, iludida pela ambição de tornar-se senhora de Ravena, envenenou Helmique mas este, ao descobrir que tinha sido envenenado, obrigou Rosamunda a beber também ela o veneno e, assim, ambos morreram envenenados.
Depois desses eventos, Longino enviou Alpsuinda e o tesouro lombardo ao imperador em Constantinopla. Alguns afirmam que Peredeo também foi enviado a Constantinopla, a quem foram retirados os olhos. Peredeo depois vingou-se matando dois funcionários bizantinos.
É ignorada a data da morte de Longino. É ainda atestado como prefeito em 574 em uma epígrafe